# Běleč nad Orlicí
Běleč nad Orlicí falu Csehországban, a Hradec Králové-i járásban. Běleč nad Orlicí Hradec Králové, Blešno, Třebechovice pod Orebem, Týniště nad Orlicí és Býšť településekkel határos. Lakosainak száma 413 fő (2024. január 1.).

## Népesség
A település lakosságának változását az alábbi diagram mutatja:
| Lakosok száma | 353  | 357  | 325  | 245  | 196  | 319  | 318  | 349  | 413  | 413  |
|               | 1869 | 1900 | 1921 | 1961 | 1980 | 2011 | 2016 | 2019 | 2021 | 2024 |